# 500 miles d'Indianapolis 1935
Les 500 miles d'Indianapolis 1935, courus sur l'Indianapolis Motor Speedway et organisés le jeudi 30 mai 1935, ont été remportés par le pilote américain Kelly Petillo sur une Wetteroth-Offenhauser.

## Grille de départ
| Ligne | Intérieur       | Centre          | Extérieur         |
| 1     | Rex Mays        | Al Gordon       | Floyd Roberts     |
| 2     | Louis Meyer     | Bill Cummings   | Tony Gulotta (en) |
| 3     | Ralph Hepburn   | Fred Frame      | Chet Gardner      |
| 4     | Mauri Rose      | Russ Snowberger | Babe Stapp        |
| 5     | Deacon Litz     | George Connor   | Doc MacKenzie     |
| 6     | Cliff Bergere   | Chet Miller     | Harry McQuinn     |
| 7     | Shorty Cantlon  | Wilbur Shaw     | Al Miller         |
| 8     | Kelly Petillo   | Lou Moore       | Frank Brisko      |
| 9     | Clay Weatherly  | Ted Horn        | Johnny Seymour    |
| 10    | Freddy Winnai   | George Bailey   | Jimmy Snyder      |
| 11    | Harris Insinger | Louis Tomei     | Bob Sall          |

La pole a été réalisée par Rex Mays à la moyenne de 194,306 km/h.

## Classement final
| no | Pilote            | Voiture                 | Tours | Temps/Abandon   |
| 1  | Kelly Petillo     | Wetteroth-Offenhauser   | 200   |                 |
| 2  | Wilbur Shaw       | Shaw-Offenhauser        | 200   |                 |
| 3  | Bill Cummings     | Miller                  | 200   |                 |
| 4  | Floyd Roberts     | Miller                  | 200   |                 |
| 5  | Ralph Hepburn     | Miller                  | 200   |                 |
| 6  | Shorty Cantlon    | Stevens-Miller          | 200   |                 |
| 7  | Chet Gardner      | Stevens-Miller          | 200   |                 |
| 8  | Deacon Litz       | Miller                  | 200   |                 |
| 9  | Doc MacKenzie     | Rigling-Miller          | 200   |                 |
| 10 | Chet Miller       | Summers-Miller          | 200   |                 |
| 11 | Fred Frame        | Wetteroth-Miller        | 200   |                 |
| 12 | Louis Meyer       | Stevens-Miller          | 200   |                 |
| 13 | Cliff Bergere     | Rigling-Buick           | 196   | panne d'essence |
| 14 | Harris Insinger   | Mikan Carson-Studebaker | 185   |                 |
| 15 | Al Miller         | Rigling-Miller          | 178   | mécanique       |
| 16 | Ted Horn          | Miller-Ford             | 145   | direction       |
| 17 | Rex Mays          | Adams-Miller            | 123   | mécanique       |
| 18 | Lou Moore         | Miller                  | 116   | mécanique       |
| 19 | George Connor     | Stevens-Miller          | 112   | transmission    |
| 20 | Mauri Rose        | Miller                  | 103   | mécanique       |
| 21 | Tony Gulotta (en) | Stevens-Miller          | 102   | mécanique       |
| 22 | Jimmy Snyder      | Snowberger-Studebaker   | 97    | mécanique       |
| 23 | Frank Brisko      | Rigling-Studebaker      | 79    | mécanique       |
| 24 | Johnny Seymour    | Miller-Ford             | 71    | fuite d'huile   |
| 25 | Babe Stapp        | Adams-Miller            | 70    | radiateur       |
| 26 | George Bailey     | Miller-Ford             | 65    | direction       |
| 27 | Russ Snowberger   | Miller                  | 59    | mécanique       |
| 28 | Louis Tomei       | Miller-Lencki           | 47    | moteur          |
| 29 | Bob Sall          | Miller-Ford             | 47    | direction       |
| 30 | Al Gordon         | Weil-Miller             | 17    | accident        |
| 31 | Freddy Winnai     | Duesenberg-Miller       | 16    | mécanique       |
| 32 | Clay Weatherly    | Stevens-Miller          | 9     | accident        |
| 33 | Harry McQuinn     | Rigling-Miller          | 4     | mécanique       |

## Sources
- (en) Résultats complets sur le site officiel de l'Indy 500